# Sigrid Undset
Sigrid Undset (Kalundborg, 20 maggio 1882 – Lillehammer, 10 giugno 1949) è stata una scrittrice norvegese, vincitrice del Premio Nobel per la letteratura nel 1928.
Premio Nobel nel 1928 a soli quarantasei anni, rispecchia nelle sue opere la profondità umana, la libertà intellettuale e la generosità con cui ha vissuto, spesso controcorrente, come nella conversione al cattolicesimo o nella resistenza antinazista, che le è costata la vita di un figlio e la fuga dalla Norvegia durante l’occupazione tedesca. Le sue opere più note sono i grandi romanzi storici, ambientati nel Medioevo vichingo, Olav Audunssøn, e soprattutto Kristin figlia di Lavrans, di cui La saga di Vigdis è in un certo senso la preparazione. Nei romanzi contemporanei racconta, con modernità e realismo, la ricerca della realizzazione umana.

## Biografia

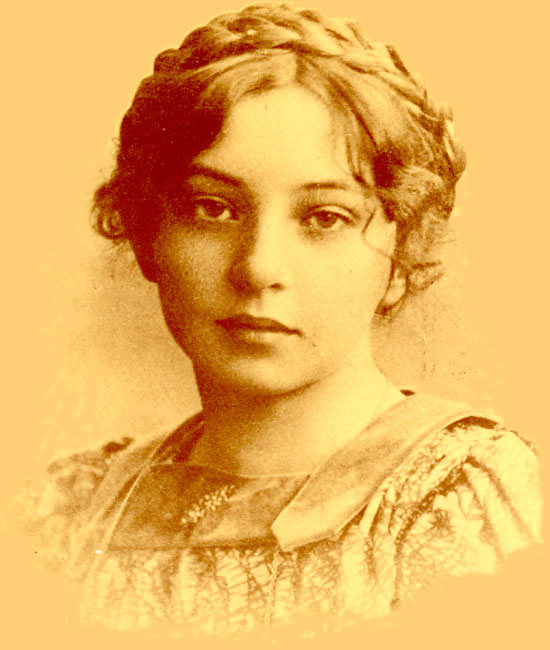
Sigrid Undset da giovane

Nacque a Kalundborg, che si trova nell'attuale Danimarca, ma la sua famiglia si trasferì a Oslo, che allora si chiamava Cristiania, quando aveva due anni. A undici anni perse il padre Ingvald. Per le difficoltà economiche che ne conseguirono fu costretta a lasciare la scuola che frequentava e si iscrisse a scuole di livello inferiore, finalizzate alla formazione professionale, che le fruttarono, nel 1897, un impiego presso il rappresentante locale della AEG.
Nel frattempo cominciò a scrivere: nel 1902 presentò un romanzo storico ad un editore, ma fu rifiutato. Nel 1907, invece, riuscì a pubblicare La signora Marta Oulie, un romanzo di genere sentimentale che ebbe un discreto successo. Nel 1909 lasciò l'impiego ed effettuò alcuni viaggi, visitando la Germania e l'Italia. Nel 1912 si sposò con Anders Svarstad, pittore norvegese, da cui ebbe tre figli. Il matrimonio si rivelò un fallimento: nel 1919 si separarono e nel 1925 divorziarono.
Fra il 1920 e il 1922 fu pubblicato, in tre parti, il suo capolavoro: Kristin, figlia di Lavrans, un romanzo storico che narra la vita di una donna in Scandinavia durante il Medioevo. Durante un viaggio a Montecassino, nel 1925, annunciò ufficialmente di aver abbracciato la fede cattolica. Scrisse un saggio intitolato Propaganda cattolica. Nel 1928 ricevette il Premio Nobel per la letteratura.
Poiché era un'attenta osservatrice della società fu uno dei primi intellettuali, a livello internazionale, ad accorgersi della gravità dello svilupparsi del nazismo e ad esporsi pubblicamente contro tale ideologia.
Per questo motivo, quando la Norvegia fu invasa dai tedeschi, fu costretta alla fuga: raggiunse gli Stati Uniti viaggiando verso Oriente, attraverso la Russia e il Pacifico, e si stabilì a New York. Il figlio Anders morì in guerra. Nel 1945 rientrò in patria, a Lillehammer, dove si dedicò soprattutto alle biografie dei santi fino al 1949, anno della sua morte.

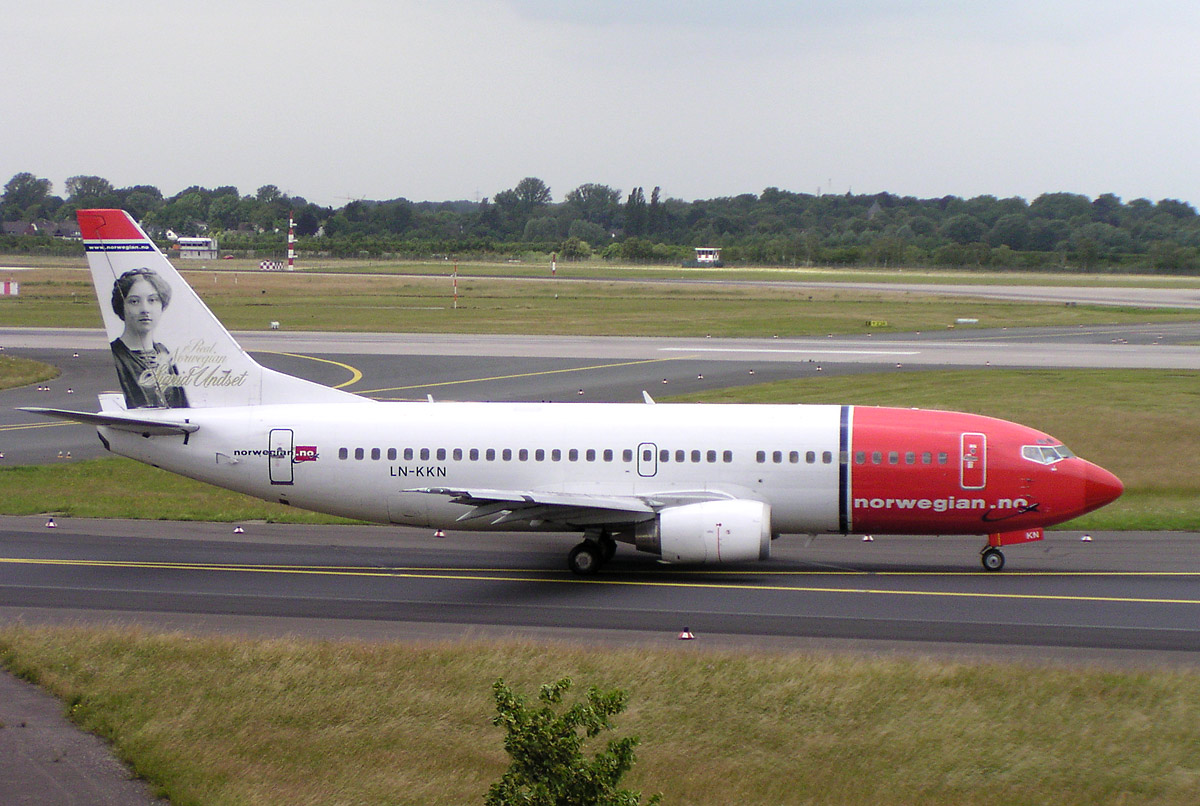
Norwegian Air Shuttle Sigrid Undset

## Le opere
- 1907: Fru Marta Oulie, romanzo
- 1908: Den lykkelige alder, racconti
- 1909: Fortællingen om Viga-Ljot og Vigdis, romanzo
- 1910: Ungdom, poesie
- 1911: Jenny, romanzo
- 1912: Fattige skjebner, racconti
- 1914: Våren, romanzo
- 1915: Fortellinger om Kong Artur og ridderne av Det runde bord, riproposizione di La morte di Artù di Thomas Malory
- 1917: Splinten av
- 1927: Katholsk propaganda, saggio
- 1929: Gymnadenia, romanzo
- 1929: Etapper, saggio
- 1930: Den brændende busk, romanzo
- 1930: Hellig Olav, Norges konge, agiografia
- 1932: Ida Elisabeth, romanzo
- 1933: Etapper. Ny række, saggio
- 1933: To europeiske helgener, agiografia
- 1934: Elleve aar, romanzo autobiografico
- 1936: Den trofaste hustru, romanzo
- 1937: Norske helgener, agiografia
- 1938: Selvportretter og landskapsbileder
- 1939: Madame Dorthea, romanzo
- 1939: Klosterliv – På pilegrimsferd – Sognekirken (in Norsk kulturhistorie II)
- 1942: Happy times in Norway, memoriale
- 1943: Sigurd and his brave companions. A tale of medieval Norway, libro per ragazz

## Opere pubblicate postume
- 1951: Caterina av Siena, agiografia
- 1952: Artikler og taler fra krigstiden, saggio
- 1955: Sigurd og hans tapre venner, romanzo
- 1957: Sten Steensen Blicher, biografico
- 1968: I grålysningen, romanzo (scritto nel 1911)
- 1972: Østenfor sol og vestenfor måne, libro per ragazzi (scritto nel 1927)
- 1973: Prinsessene i Berget det blå, libro per ragazzi (scritto nel 1928)
- 1979: Kjære Dea, epistolario
- 1992: Fred på jorden, racconti

## Opere pubblicate in Italia
- Kristin Lavransdatter. I. La ghirlanda (2023, Utopia).
- La saga di Vigdis (2021, Utopia).
- Santa Sunniva e gli uomini di Selje (1934, trad. it. 2015), a cura di Marco Tornar, Edizioni Solfanelli (ISBN 978-88-7497-832-8).
- La saga di Vigdis ("Viga-Ljot og Vigdis", 1909, trad. it. 1992), Iperborea (ISBN 88-7091-027-X).
- L'età felice ("Den lykkelige alder", 1908, trad. it. 1998), Iperborea (ISBN 88-7091-071-7).
- Jenny ("Jenny", 1911, trad. it. 1945), Garzanti.
- Primavera ("Våren", 1914, trad. it. 1968), Fabbri Editori.
- Una donna e l'amore ("Fru Hjelde",in "Splinten av Troldspejlet" 1917, trad. it. 1931), Sperling e Kupfer Milano.
- Il peccato ("Fru Waage",in "Splinten av Troldspejlet" 1917, trad. it. 1933), I romanzi dell'iride.
- Maternità ("Thjodolf",in "De kloge jomfruer" 1918, trad. it. 1938), Edizioni S.A.C.S.E. Milano.
- Kristin, figlia di Lavrans ("Kristin Lavransdatter", 1920-22, trad. it. 1996), Rizzoli, (ISBN 88-17-11129-5).
- Olav Audunsson ("Olav Audunssøn i Hestviken" e "Olav Audunssøn og hans barn", 1925-1927, trad. it. 1951), Garzanti.
- Undici anni ("Elleve aar", 1934, trad. it. 1947), Collana "Le Najadi", edito da Jandi Sapi.
- Vita di sant'Halvard, traduzione di Alda Manghi, Brescia, Morcelliana, 1956. Nuova edizione: presentazione di Marco Tornar, introduzione di Alda Manghi, Solfanelli, Chieti, 2013, 77 p. ISBN 9788874978021 / 8874978022.